# Stemodia stellata
Stemodia stellata är en grobladsväxtart som beskrevs av Billie Lee Turner. Stemodia stellata ingår i släktet Stemodia och familjen grobladsväxter. Inga underarter finns listade i Catalogue of Life.